# Phân tích chi phí - lợi ích
Phân tích chi phí - lợi ích (CBA, viết tắt của Cost-Benefit Analysis), đôi khi được gọi là Phân tích lợi ích - chi phí (BCA), là một quá trình có hệ thống để tính toán và so sánh lợi ích và chi phí của một dự án chính sách, hoặc quyết định chính phủ (sau đây, "dự án"). CBA có hai mục đích:
1. Để xác định có nên ra quyết định đầu tư hay không (tính đúng đắn/ khả thi)
2. Cung cấp một cơ sở để so sánh dự án. Nó liên quan đến việc so sánh tổng chi phí dự kiến của từng lựa chọn so với tổng lợi ích dự kiến, để xem liệu những lợi ích có lớn hơn chi phí, và lớn hơn bao nhiêu.[1]

CBA có liên quan, nhưng khác với phân tích tính hiệu quả chi phí. Trong CBA, lợi ích và chi phí được thể hiện về tiền bạc, và được điều chỉnh cho các giá trị thời gian của tiền, để tất cả các dòng chảy của lợi ích và dòng chảy của chi phí dự án theo thời gian (mà có xu hướng xảy ra tại các thời điểm khác nhau) được thể hiện trên một cơ sở khái niệm chung "giá trị hiện tại ròng" của chúng.
Liên quan chặt chẽ, nhưng hơi khác nhau, các kỹ thuật chính thức bao gồm phân tích tính hiệu quả chi phí, phân tích chi phí - tiện ích, phân tích tác động kinh tế, phân tích tác động tài chính và phân tích hoàn vốn đầu tư xã hội (SROI - Social return on investment).

## Lý thuyết
Phân tích chi phí - lợi ích thường được sử dụng bởi các chính phủ và những tổ chức khác, ví dụ như các doanh nghiệp, để đánh giá mức độ cần thiết của một chính sách nhất định. Nó là một phân tích cân bằng lợi ích và chi phí dự kiến, bao gồm một tài khoản của lựa chọn thay thế bỏ qua và trạng thái nguyên, giúp dự đoán liệu các lợi ích của một chính sách có lớn hơn chi phí của nó, và lớn hơn bao nhiêu (tức là người ta có thể xếp hạng các chính sách thay thế về tỷ lệ chi phí và lợi ích). Thay đổi hiện trạng bằng cách chọn tỷ lệ lợi ích chi phí thấp nhất có thể cải thiện hiệu quả Pareto,  trong đó không có chính sách thay thế có thể cải thiện tình hình của một nhóm mà không làm tổn hại khác. Nói chung, phân tích chi phí - lợi ích chính xác xác định lựa chọn làm tăng phúc lợi từ một quan điểm có tính tiện ích. Nếu không, phân tích chi phí - lợi ích không cung cấp đảm bảo hiệu quả kinh tế tăng hoặc tăng phúc lợi xã hội, lý thuyết kinh tế vi mô tích cực là sự nghị luận khi nói đến đánh giá tác động về phúc lợi xã hội của một chính sách.

## Quy trình
Sau đây là danh sách các bước bao gồm trong một phân tích chi phí - lợi ích tổng quát.
1. Định rõ mục đích và mục tiêu của hành động.
2. Lập danh sách những hành động thay thế.
3. Lập danh sách các bên liên quan (stakeholder).
4. Lựa chọn công cụ đo lường và đo lường tất cả các nhân tố chi phí - lợi ích.
5. Dự đoán hậu quả của các chi phí và lợi ích trong khoảng thời gian thích hợp.
6. Quy đổi toàn bộ chi phí và lợi ích thành một đơn vị tiền tệ chung.
7. Sử dụng tỷ lệ chiết khấu.
8. Tính toán giá trị thuần hiện tại (NPV - Net present value) của những hành động đang cân nhắc.
9. Thực hiện phân tích độ nhạy.
10. Đưa ra hành động tốt nhất.

## Định giá
CBA cố gắng để đo lường những hậu quả tích cực hoặc tiêu cực của một dự án, có thể bao gồm:
1. Tác dụng trên người dùng hoặc người tham gia
2. Tác dụng trên người không sử dụng hoặc không tham gia
3. Hiệu ứng Ngoại tác
4. Lựa chọn giá trị hoặc các lợi ích xã hội

Một sự cố tương tự cũng được sử dụng trong phân tích môi trường của tổng giá trị kinh tế. Cả hai chi phí và lợi ích có thể là đa dạng. Chi phí tài chính có xu hướng được triệt để nhất đại diện trong các phân tích chi phí - lợi ích do các dữ liệu thị trường tương đối dồi dào. Những lợi ích ròng của một dự án có thể kết hợp tiết kiệm chi phí hoặc sẵn sàng để trả tiền bồi thường nào (ngụ ý công chúng không có quyền pháp lý để những lợi ích của chính sách) hoặc sẵn sàng chấp nhận bồi thường (ngụ ý công chúng có quyền lợi ích của chính sách) cho kết quả thay đổi phúc lợi từ chính sách. Các nguyên tắc hướng dẫn đánh giá lợi ích là để liệt kê tất cả các bên (loại) bị ảnh hưởng bởi các biện pháp và thêm giá trị (tích cực hoặc tiêu cực), thường là tiền tệ, mà họ gán cho ảnh hưởng của phúc lợi của họ.
Việc bồi thường thực tế của một cá nhân sẽ đòi hỏi phải có một chính sách phúc lợi của họ không thay đổi là không chính xác tốt nhất. Khảo sát ý kiến (đã nêu ưu đãi kỹ thuật) hoặc hành vi thị trường (kỹ thuật mạc khải ưu đãi) thường được sử dụng để ước tính bồi thường liên quan với chính sách, tuy nhiên người trả lời cuộc khảo sát thường có động lực cao để tránh báo cáo sở thích thật sự của họ và hành vi thị trường không cung cấp bất kỳ thông tin nào về tác động phúc lợi phi thị trường quan trọng.
Một tranh cãi được đánh giá một đời sống con người, ví dụ: khi đánh giá các biện pháp an toàn đường bộ hoặc cuộc sống tiết kiệm thuốc. Tuy nhiên, điều này đôi khi có thể tránh được bằng cách sử dụng các kỹ thuật liên quan đến chi phí tiện ích phân tích, trong đó lợi ích được thể hiện bằng đơn vị tiền tệ như điều chỉnh chất lượng cuộc sống năm. Ví dụ, an toàn giao thông đường bộ có thể được đo về chi phí "cho mỗi" cuộc sống lưu, mà không chính thức đặt giá trị tài chính về cuộc sống. Tuy nhiên, số liệu tiền tệ như vậy không có hạn chế tính hữu dụng để đánh giá chính sách với những kết quả đáng kể khác nhau. Ngoài ra, nhiều lợi ích khác có thể tích luỹ từ chính sách, và các số liệu như chi phí cho mỗi cuộc sống lưu 'có thể dẫn đến một thứ hạng đáng kể khác nhau của các lựa chọn thay thế hơn so với phân tích chi phí - lợi ích truyền thống.
Một tranh cãi khác được đánh giá môi trường, mà trong thế kỷ 21 thường được đánh giá bởi giá trị hệ sinh thái dịch vụ đối với con người, chẳng hạn như không khí và chất lượng nước và ô nhiễm. Giá trị tiền tệ cũng có thể được giao cho các hiệu ứng khác vô hình như uy tín kinh doanh, thâm nhập thị trường, hoặc liên kết chiến lược doanh nghiệp lâu dài.

## Thời gian và chiết khấu
CBA thường cố gắng để đặt tất cả các chi phí liên quan và lợi ích trên một cơ sở thời gian phổ biến bằng cách sử dụng giá trị thời gian của tiền tính toán. Điều này thường được thực hiện bằng cách chuyển đổi dự kiến trong tương lai của dòng chi phí và lợi ích vào một số tiền giá trị hiện tại bằng cách sử dụng một tỷ lệ chiết khấu. Nghiên cứu thực nghiệm và một khuôn khổ kỹ thuật đề nghị rằng trong thực tế, làm giảm giá trong tương lai như thế này.
Việc lựa chọn tỷ lệ chiết khấu là chủ quan. Một tỷ lệ nhỏ hơn giá trị thế hệ tương lai bình đẳng với thế hệ hiện tại. Tỷ lệ lớn hơn (ví dụ như một tỷ lệ hoàn vốn thị trường) phản ánh thu hút con người thời gian không thống nhất, giá trị tiền mà họ nhận được ngày hôm nay nhiều hơn số tiền họ nhận được trong tương lai. Sự lựa chọn làm cho một sự khác biệt lớn trong việc đánh giá các can thiệp có hiệu quả lâu dài, chẳng hạn như những ảnh hưởng đến biến đổi khí hậu. Một vấn đề là câu đố phí vốn chủ sở hữu, trong đó lợi nhuận dài hạn vào cổ phiếu có thể là khá cao so với họ nên được. Nếu vậy thì cho là lãi suất thị trường trở lại không nên được sử dụng để xác định một tỷ lệ chiết khấu, vì làm như vậy sẽ có tác dụng đánh giá thấp trong tương lai xa (ví dụ như biến đổi khí hậu).

## Rủi ro và không chắc chắn
Nguy cơ liên quan với những kết quả của dự án thường được xử lý bằng cách sử dụng lý thuyết xác suất. Điều này có thể được tính vào tỷ lệ chiết khấu (có sự không chắc chắn ngày càng tăng theo thời gian), nhưng thường được xem xét một cách riêng biệt. Xem xét cụ thể được phát cho lo ngại rủi ro, ưu đãi hợp lý để tránh mất hơn đạt được. Tính toán hoàn vốn dự kiến không tài khoản cho các hiệu ứng bất lợi của sự không chắc chắn.
Tính không chắc chắn trong các thông số CBA (trái ngược với nguy cơ thất bại dự án, vv) có thể được đánh giá bằng cách sử dụng một phân tích độ nhạy, trong đó cho thấy làm thế nào kết quả đáp ứng với những thay đổi của tham số. Ngoài ra một phân tích rủi ro chính thức hơn có thể được thực hiện bằng cách sử dụng mô phỏng Monte Carlo.

## Lịch sử
Khái niệm của CBA có từ một bài báo của Jules Dupuit năm 1848 và được chính thức hóa trong các tác phẩm sau này của Alfred Marshall. Các công ty kỹ thuật bắt đầu sử dụng của CBA tại Hoa Kỳ, sau khi Navigation Đạo luật liên bang năm 1936 phân tích chi phí - lợi ích có hiệu quả cần thiết cho cơ sở hạ tầng giao thông đường thủy liên bang đề xuất Các Đạo luật chống lụt, bão năm 1939 là công cụ trong CBA thiết lập như chính sách liên bang.

### Chính sách công
Ứng dụng cho chính sách công rộng lớn hơn bắt đầu từ công trình của Otto Eckstein, vào năm 1958 đã đặt ra một phúc lợi kinh tế nền tảng cho CBA và ứng dụng phát triển tài nguyên nước của nó. Trong năm 1960, CBA đã được áp dụng tại Hoa Kỳ cho chất lượng nước, du lịch giải trí và bảo tồn đất đai. Trong thời gian này, khái niệm giá trị lựa chọn đã được phát triển để đại diện cho giá trị hữu hình của việc bảo tồn nguồn tài nguyên như các công viên quốc gia.
CBA sau đó được mở rộng để giải quyết lợi ích vô hình và hữu hình của chính sách công liên quan đến bệnh tâm thần, lạm dụng chất kích thích, giáo dục đại học và chính sách chất thải hóa chất. Tại Mỹ, Đạo luật Chính sách môi trường quốc gia năm 1969 lần đầu tiên yêu cầu ứng dụng của CBA cho các chương trình quy định, và kể từ đó, các chính phủ khác đã ban hành các quy tắc tương tự. Sách hướng dẫn Chính phủ cho các ứng dụng của CBA chính sách công cộng bao gồm hướng dẫn để phân tích pháp lý của Canada, Úc hướng dẫn cho quy chế và tài chính, hướng dẫn cho các chương trình chăm sóc sức khỏe Hoa Kỳ, và hướng dẫn cho các chương trình quản lý khẩn cấp 

### Đầu tư giao thông vận tải
CBA ứng dụng cho đầu tư giao thông vận tải bắt đầu ở Anh, với các dự án đường cao tốc M1 trong năm 1960. Sau đó nó được áp dụng trên nhiều dự án bao gồm tuyến Victoria của Tàu điện ngầm London. Sau đó, Phương pháp tiếp cận mới để thẩm định (Nata) đã được giới thiệu sau đó [Môi trường, Bộ Giao thông và các khu vực. Điều này trình bày kết quả chi phí-lợi ích và chi tiết đánh giá tác động môi trường một cách cân bằng. Nata lần đầu tiên được áp dụng cho hệ thống đường bộ quốc gia trong đánh giá Đường bộ 1998 nhưng sau đó tung ra tất cả các phương thức vận tải. Năm 2011 là một nền tảng thẩm định giao thông vận tải ở Anh và được duy trì và phát triển do Sở Giao thông vận tải 
EU phát triển các phương pháp tiếp cận hài hoà châu Âu Giao thông vận tải chi phí và dự án Đánh giá (HEATCO) dự án, một phần của...
Giao thông vận tải Canada thúc đẩy việc sử dụng của CBA cho đầu tư giao thông chính với việc phát hành năm 1994 của Hướng dẫn của nó.
Tại Mỹ, cả hai ngành vận tải liên bang và tiểu bang thường được áp dụng CBA, bằng cách sử dụng một loạt các công cụ phần mềm có sẵn bao gồm HERS, BCA.Net, StatBenCost, Cal-BC, và TREDIS. Hướng dẫn có sẵn từ Federal Highway Administration, hàng không liên bang quản trị, Sở Giao thông Vận tải Minnesota, California Sở Giao thông Vận tải (Caltrans), Giao thông vận tải nghiên cứu Hội đồng quản trị  Ủy ban Giao thông vận tải Kinh tế 

## Chính xác
Giá trị của một phân tích chi phí-lợi ích phụ thuộc vào tính chính xác của các ước tính chi phí cá nhân và lợi ích. Nghiên cứu so sánh cho thấy rằng ước tính này thường bị mắc lỗi, ngăn chặn những cải tiến trong  Pareto và hiệu quả Kaldor-Hicks . Nguyên nhân của những điều không chính xác bao gồm :
1. Phụ thuộc quá nhiều vào dữ liệu từ các dự án trong quá khứ (thường khác nhau rõ rệt về chức năng hoặc kích cỡ và mức độ kỹ năng của các thành viên trong nhóm)
2. Sử dụng ấn tượng chủ quan của các thành viên trong nhóm đánh giá
3. Bất lịch sự sử dụng heuristics để lấy được tiền chi phí của các yếu tố phi vật thể
4. Xác nhận thiên vị trong số những người ủng hộ dự án (vì lý do tiến hành)

Tham khảo dự báo lớp được phát triển để tăng độ chính xác trong dự toán chi phí
Các nhóm lợi ích có thể bao gồm hoặc loại trừ các chi phí đáng kể từ một phân tích ảnh hưởng kết quả.
Trong trường hợp của Ford Pinto (ở đâu, bởi vì các lỗ hổng thiết kế, Pinto đã chịu bật lửa trong một vụ va chạm phía sau tác động), quyết định của công ty không phát hành thu hồi. Phân tích chi phí - lợi ích của Ford đã ước tính rằng dựa trên các số xe ô tô sử dụng và tai nạn các tỷ lệ có thể xảy ra, tử vong do các lỗ hổng thiết kế sẽ chi phí nó khoảng 49,5 triệu đô-la để giải quyết vụ kiện sai trái chết so với thu hồi chi phí là 137,5 triệu USD. Ford bị bỏ qua (hoặc được coi là không đáng kể) chi phí của tiêu cực công khai rằng sẽ cho kết quả, buộc thu hồi và bị hư hỏng bán hàng 
Trong kinh tế y tế, một số nhà phân tích cho rằng phân tích chi phí - lợi ích có thể là một biện pháp không đủ bởi vì sẵn sàng trả các phương pháp xác định giá trị của đời sống con người có thể bị ảnh hưởng bởi mức thu nhập. Họ hỗ trợ sử dụng các biến thể như phân tích chi phí tiện ích và điều chỉnh chất lượng cuộc sống năm để phân tích những tác động của chính sách y tế .
Trong quy định về sức khỏe môi trường và nghề nghiệp, nó đã được lập luận rằng nếu các chi phí - lợi ích phân tích hiện đại đã được áp dụng prospectively quyết định như loại bỏ  chì từ xây dựng, xăng dầu Hoover Dam Grand Hotel Canyon và quy định tiếp xúc của người lao động [[vinyl chloride, họ sẽ không được thực hiện mặc dù họ được coi là rất thành công khi nhìn lại. Các Đạo luật Không khí sạch đã được trích dẫn trong các nghiên cứu hồi cứu như là một trường hợp mà lợi ích vượt quá chi phí, nhưng kiến thức về những lợi ích (do phần lớn những lợi ích của việc giảm  hạt ô nhiễm.) là không có sẵn cho đến nhiều năm sau đó 